# Mettet
Mettet ist eine belgische Gemeinde im Arrondissement Namur der gleichnamigen Provinz. 
Die Gemeinde besteht aus den Ortschaften Mettet, Biesme, Biesmerée, Graux, Oret, Saint-Gérard, Furnaux, Ermeton-sur-Biert und Stave.
In Mettet gibt es seit 2010 eine permanente Rennstrecke.

## Circuit Jules Tacheny
Der Circuit Jules Tacheny wurde 2010 eröffnet. Es handelt sich um eine kleine Rennstrecke von 2280 m Länge. Die Rennstrecke ist vor allem für kleine Rennserien und Renntrainings erbaut worden und ist sowohl mit dem Auto als auch mit dem Motorrad befahrbar.

## Sehenswürdigkeiten
- Benediktinerinnen-Abtei Notre-Dame im einstigen Schloss der Grafen von Oultremont.[1]

## Arrondissement Namur

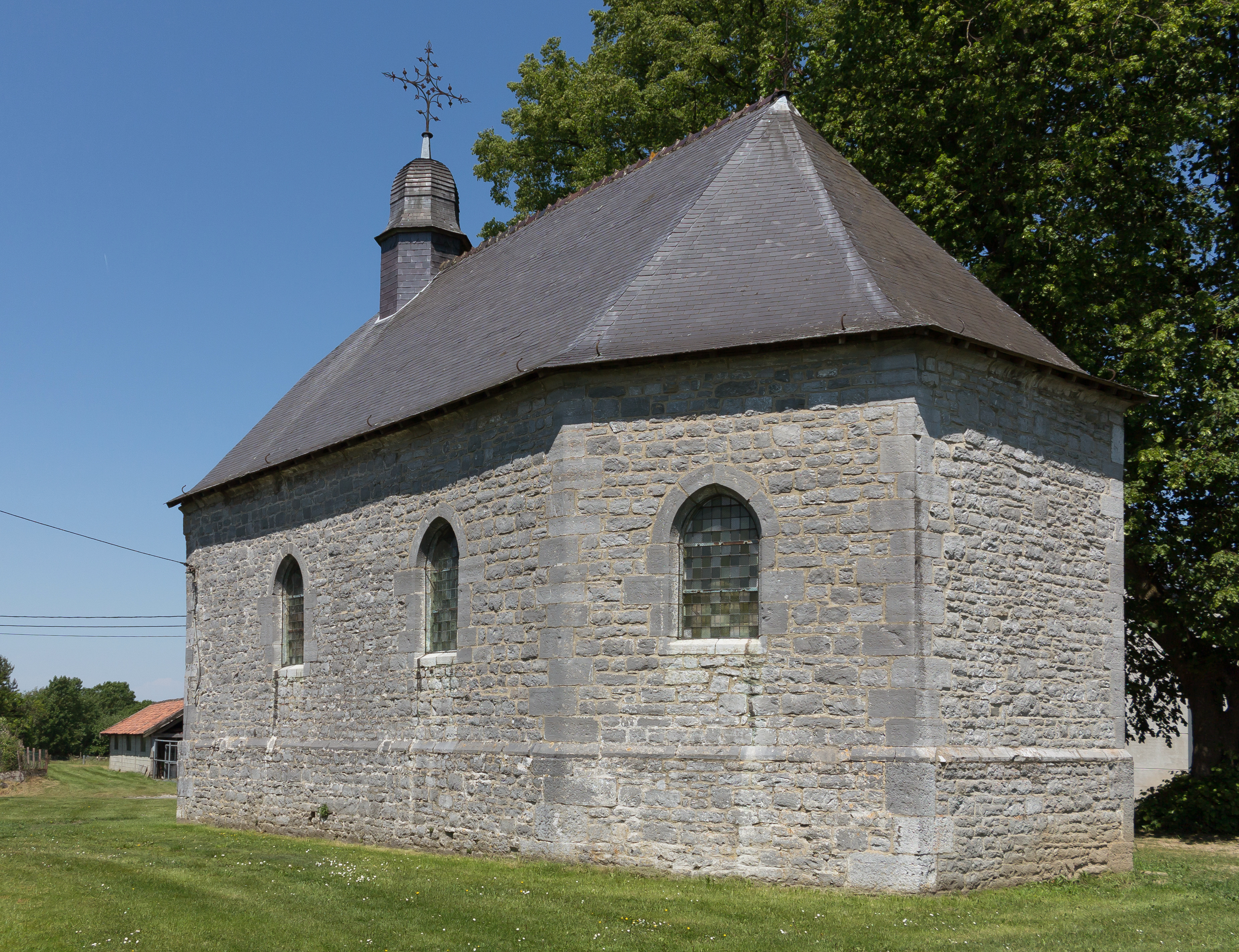
Mettet, Kapelle: chapelle Saint Roch
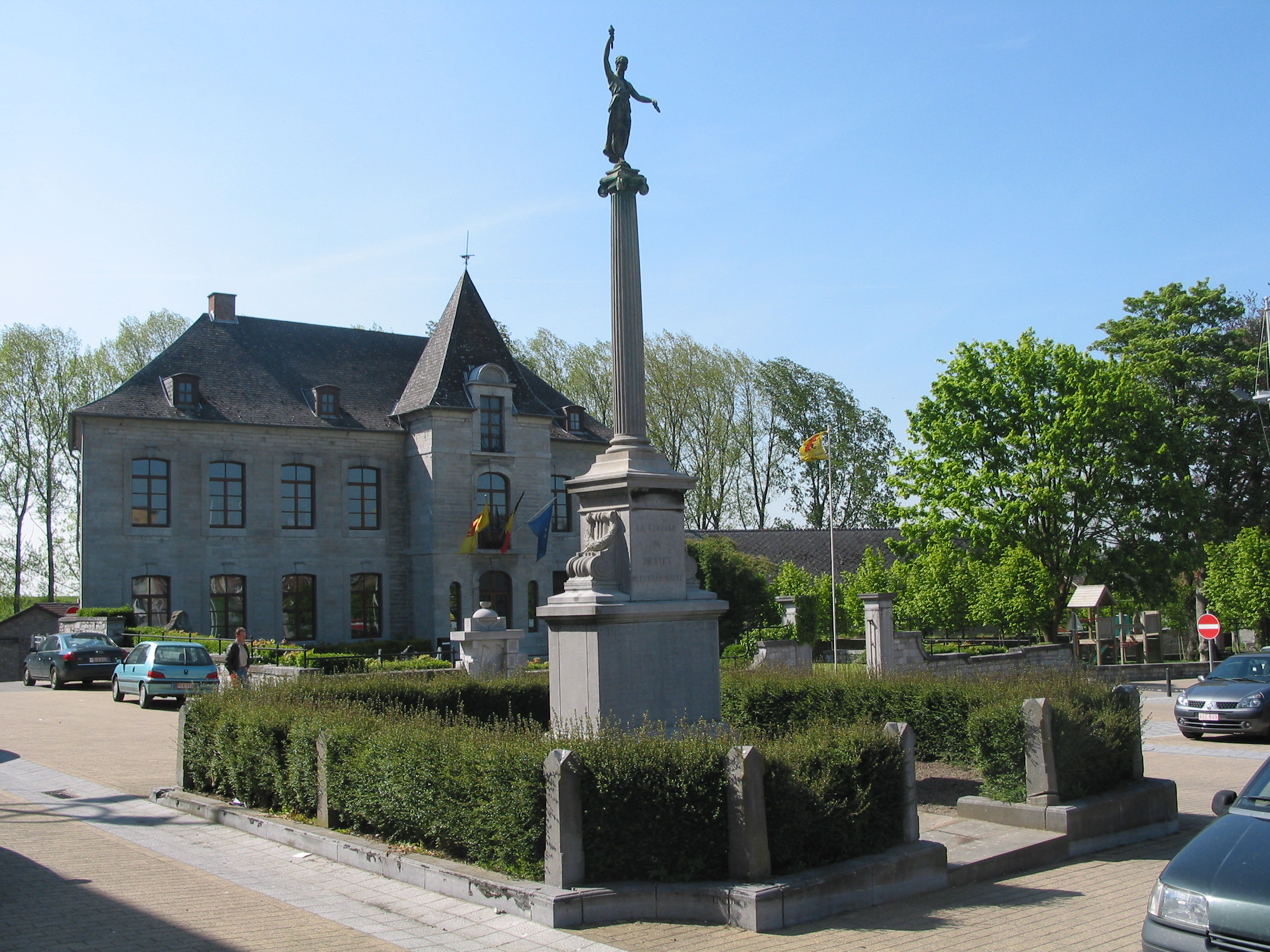
Mettet, Rathaus
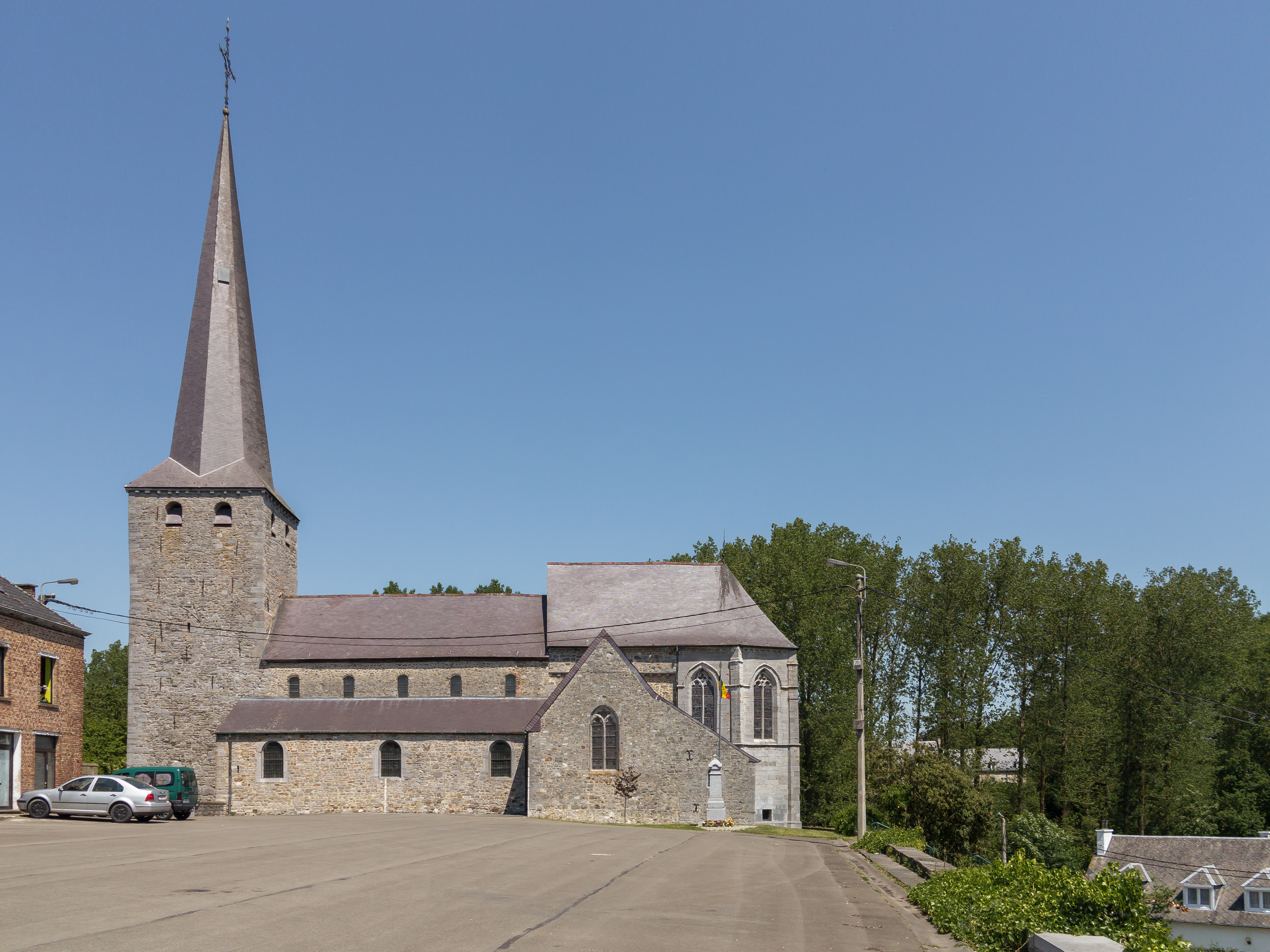
Biesme, Kirche: l'église Saint Martin
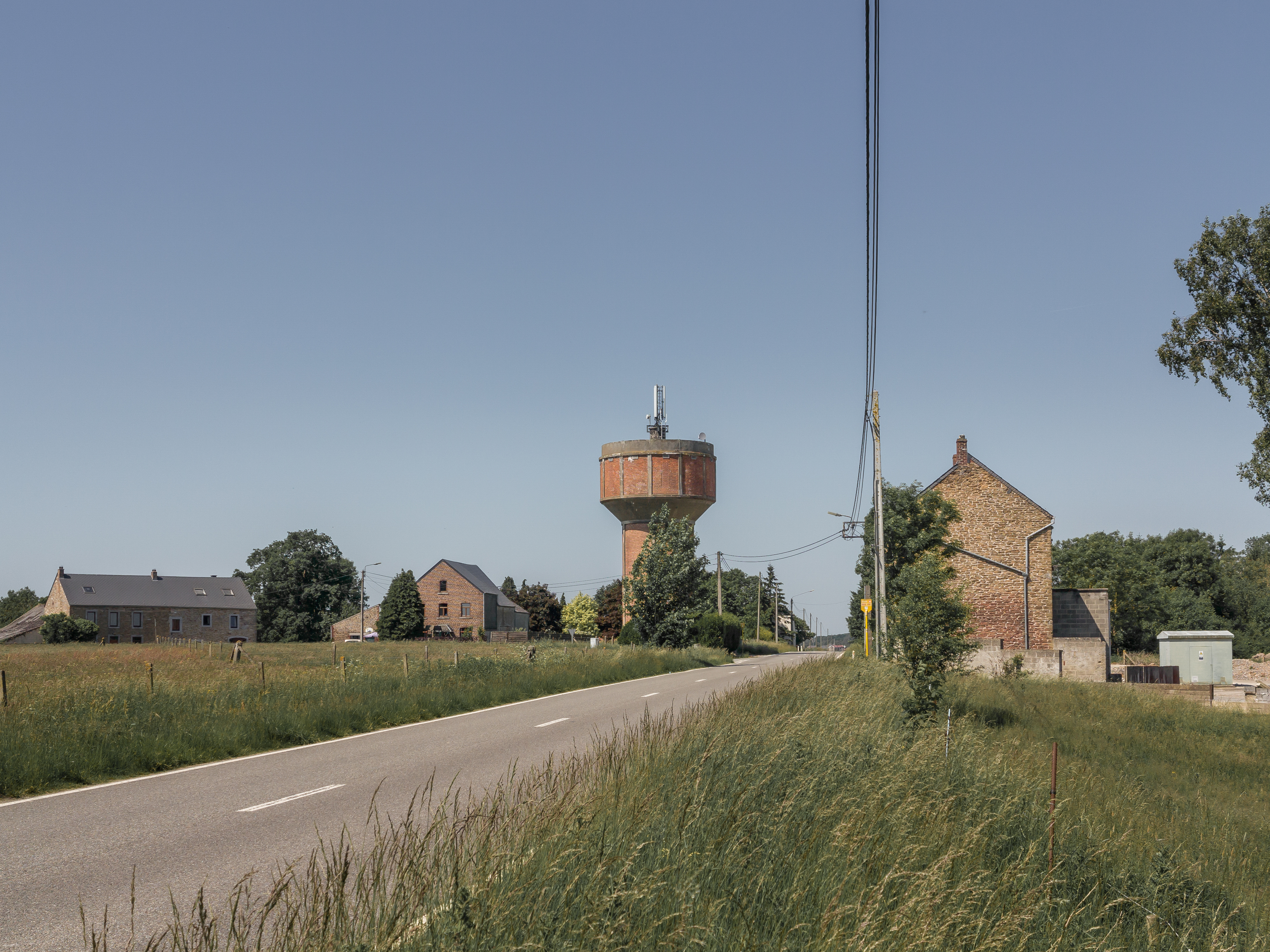
Zwischen Sankt-Gérard und Pontuary, Wasserturm in der Straße

## Söhne und Töchter der Gemeinde
- Alain Crepin (* 1954), Komponist und Dirigent